# Murenase! Seton Gakuen
Murenase! Seton Gakuen (群れなせ！シートン学園?), también conocida como Seton Academy: Join the Pack!, es una serie de manga escrita e ilustrada por Bungo Yamashita. Ha sido serializada en línea a través de la aplicación y sitio web Cycomi de Cygames desde mayo de 2016, siendo recopilada en once volúmenes tankōbon por Kōdansha y dos por Shōgakukan. Una adaptación al anime producida por Studio Gokumi, fue estrenada en Japón el 7 de enero de 2020.

## Sinopsis
Debido a una disminución de la población, hay menos humanos que animales humanoides. Jin Mazama es un niño humano que asiste a la Academia Seton, donde la mayoría de los estudiantes son animales. Jin odia a los animales, pero por suerte, una mujer humana llamada Hino Hitomi llama su atención. Desafortunadamente, Jin se encuentra atrayendo la atención de otros animales como Ranka Ōkami, una lobo que es el único en su manada.
En el mundo de Seton Academy, todos los estudiantes y el personal masculino tienen la apariencia de su especie, mientras que las hembras aparecen como varias formas de chicas moe con kemonomimi y otras características como colas y/o cuernos.

## Personajes
Ranka Ōkami (大狼ランカ Ōkami Ranka?)
 Seiyū: Hina Kino
Especie: Lobo de Ezo
Género: Hembra
Ranka es una de las protagonistas de la historia, a pesar de pertenecer a una subespecie de lobo, su comportamiento suele ser como el de los perros (haciendo cosas como seguir huesos, buscar comida y proteger su territorio), aunque es un poco torpe, es amable y muy enérgica. Cuando era un cachorro, fue molestada por 3 osos, hasta que un niño humano "la salvó" (según desde su punto de vista), desde entonces ella tiene el deseo de hacer una manada con varias especies animales. Al principio de la historia, se le puede ver sola, dejando en claro que es la única de su especie en la academia, eso hace que se sienta triste, ya que no puede tener amigos y al entender eso es feliz cuando Jin Mazama (un humano, que le llama la atención) hace "pareja" con otra humana (Hitomi Hino). Tras un problema, con un trío de osos, termina haciendo manada con Jin y Hitomi, a los que lame (a Jin, en otro caso lo besa) haciéndolos, oficialmente, parte de esta.
Jin Mazama (間様人 Mazama Jin?)
 Seiyū: Haruki Ishiya
Especie: Humano
Género: Macho
Es uno de los únicos humanos (junto con Hitomi Hino) que asiste a la Academia Seton. Cuando era niño, asistió a una guardería donde convivía con varios animales, un día vio que un cachorro de lobo era molestado por 3 oseznos (cachorro, que resultó ser Ranka), y al intentar defenderla, solo recibió una paliza por parte de los oseznos; desde entonces odia a los animales. Siempre se le ve molesto y deseando que los animales se "extingan", pero aun así, tiende a ser amable y ayudar a sus compañeros, cuando esto lo necesiten. Parece tener mucho conocimiento sobre los animales, por lo que resulta de mucha ayuda, cuando se le necesita. Se siente atraído hacia Hitomi, por lo que busca estar a solas con ella (cosa que no resulta, porque Ranka u otro animal, siempre interviene). Acepta pertenecer a la manada de Ranka, junto con Hitomi; tras esto, Ranka lo besa, para posteriormente lamerlo.
Hitomi Hino (牝野瞳 Hino Hitomi?)
 Seiyū: Yume Miyamoto
Especie: Humano.
Género: Hembra.
Es una chica de la misma edad que Jin, y al mismo tiempo, una de los únicos humanos en la Academia Seton, por lo que suelen confundirlos como pareja. Ella tiene un gusto por cocinar, lo que la lleva a crear el Club de Cocina. Es una chica linda y tímida, que siempre se preocupa por los demás, como con Ranka, quien a pesar de todo la consideraba una rival (ya que Ranka pensaba, que le quitaría a Jin), un día después de clases busca a Ranka, y tras una charla, ambas empezaron a llevarse bien pero, en ese momento, son atacadas por un grupo de osos, tras la intervención de Jin en ese momento ella escapa, y llama a un profesor, salvando a Ranka y a Jin de los osos. Entonces, es considerada por Ranka, como parte de la manada, por lo que la termina lamiendo.
Yukari Komori (子守ユカリ Komori Yukari?)
 Seiyū: Misaki Kuno
Especie: Koala.
Género: Hembra
Es una koala, la cual se une al Club de Cocina, ya que está harta de comer solamente eucalipto, y además de eso, porque quiere encontrar un platillo que ella comió, hace tiempo, pero no lo recuerda. Tiene grandes habilidades para cocinar, aunque use eucalipto para sus platillos; tras descubrir que, cuando era bebé, se alimentó de las heces de su madre (siendo ésta, una forma de alimentar a las crías de koala, ya que aún no desarrollan una bacteria contra el veneno del eucalipto) empieza a crear platillos a base de excremento.

Miyubi Shisho (獣生ミユビ Shisho Miyubi?)
 Seiyū: Konomi Kohara
Especie: Perezoso.
Género: Hembra.
Ella es una perezosa, y al ser de esta especie, se ve limitada a hacer muchas actividades, ya que si su entorno cambia de temperatura, se sobre-esfuerza, o come algo que no está acostumbrada a consumir, ella "morirá", aunque solo se desmaye. Se une al Club de Cocina por consejo de Ranka, ya que le dice que ahí puede hacer amigos; aunque no pueda hacer deportes, ésta es su actividad favorita.
Kurumi Nekomai (猫米クルミ Nekomai Kurumi?)
 Seiyū: Sora Tokui
Especie: Gato
Género: Hembra.
Ella es una especie de gato casero, según Yukari ella fue elegida como Miss Hembra, por 3 años seguidos en secundaria; emite una especie de ronroneo, el cual hace que la gente haga lo que ella quiera sin dudarlo. Se une al Club de Cocina, demostrando que lo hace por interés pero, al final, solo busca atención. A pesar, de no estar en el Club de Cocina "oficialmente", ella observa de lejos a los integrantes, por lo que se le considera como un "miembro fantasma" del club.
Kuroe Mashima (馬縞クロエ Mashima Kuroe?)
 Seiyū: Yoshino Aoyama
Especie: Cebra.
Género: Hembra.
Al ser una cebra, ella se autoproclamaba como una especie única de caballo. En un principio, acepta a Ranka en el rebaño de caballos, solo para hacer que cargara sus cosas; tras la intervención de Jin, este le dice que las cebras, se parecen a los burros, e indignada, le pide pruebas de que no miente, lo que hace que Jin alze su falda y revele su cola. Tras esto, sale huyendo saliendo ella misma, del rebaño. Posteriormente se une a otro rebaño, este compuesto por dos burros machos, con los que se divierte jugando a las cartas.
King Shishino (獅子野キング Shinsino Kingu?)
 Seiyū: Tomokazu Sugita
Especie: León
Género: Macho.
Al principio de la historia, era el Macho Alfa de toda la academia, debido a su fuerza; era un león el cual era retado, constantemente, por otros con motivo de quitarle su harem. Un día, mientras las hembras de su grupo buscaban comida, vio por la ventana a Shiho Ihara, una bella impala, integrante del Club de Atletismo; tras esto, se enamora de ella (aunque Jin piensa, que al tener hambre, quería comérsela), intenta acercarse a ella, pero no lo logra. En una ocasión, que un león rival la secuestra, y amenaza a King con comérsela si no le entrega su harem, en un movimiento desesperado, se corta la melena, haciendo que el grupo de leonas se aleje (en la naturaleza, las leonas pueden llegar a abandonar la manada si el macho alfa tiene la melena muy corta), y al final logra acercarse a la impala y salir con ella.

Gigasu Terano-sensei (寺野先生?)
 Seiyū: Tesshō Genda
Especie: Tyrannosaurus Rex
Género: Macho.
Perteneciente a una especie extinta, Gigasu es un profesor que ejerce clases en la Academia Seton, su comportamiento agresivo causa terror en los estudiantes, aun así tiende a ser muy tranquilo y formal; él salva a Jin y a Ranka de unos osos, tras ser avisado por Hitomi de la situación.
Animales machos (各話♂（オス）動物役?)
 Seiyū: Kenjirō Tsuda
A diferencia de las hembras, quienes tienen apariencia más parecida a una humana promedio, los machos son representados como animales comunes, preservando sus rasgos físicos naturales, con la excepción de que son capaces de caminar en 2 patas, esto ayuda a diferenciar a los machos de las hembras más fácilmente.
Meimei (苺苺 (メイメイ) Meimei?)
 Seiyū: Yū Serizawa
Especie: Panda
Género: Hembra.
Al ser una osa panda nacida en China, siempre ha tenido todo lo que deseaba cuando lo deseaba. Llega a la Academia Seton como estudiante transferida y, en su primer día, se ve atraída por el olor de los panda dango que había preparado club de cocina y se los come todos. Luego exige que le hagan más, a lo que Jin se niega e incluso la echa del aula. Desde entonces se excita cada vez que recibe desprecios de Jin y quiere unirse al club de cocina. Finalmente lo consigue y Ranka le dice que para formalizar su unión a la manada, debe lamer la boca del líder, lo que provoca que se confunda y lama a Jin en vez de a ella.
Miki Hadano (肌野 ミキ Hadano Miki?)
 Seiyū: Yukari Tamura
Especie: Rata-topo desnuda
Género: Hembra.
La Presidenta del Consejo Estudiantil, es una rata-topo desnuda. Pasa la mayor parte del tiempo, con otras ratas-topo desnudas, en el Salón del Consejo Estudiantil, un salón ubicado en el sótano de la Academia Seton. Como se avergüenza cuando va vestida, solo usa su uniforme de la Academia Seton cuando abandona el Salón del Consejo Estudiantil (lo cual, no suele hacer muy seguido).
Shiho Ihara (伊原 シホ Ihara Shiho?)
 Seiyū: Marika Kouno
Especie: Impala
Género: Hembra.
Integrante del Club de Atletismo, llama la atención de King Shishino. Al inicio, ella le tenía miedo (por ser él un león, y ella una impala), pero luego de King se corta su melena, para salvarla de otros leones, acepta salir con él.
Ferrill Ōkami (大狼 フェリル?)
 Seiyū: Asami Tano
Especie: Lobo de ezo
Género: Hembra.
La hermana mayor de Ranka, es una loba muy grande (en el manga, dice que mide 4.45m; en el anime, parece no pasar de los 2.50m.). Jefa de una manada de lobos, pertenecientes a otra escuela, trata de llevarse a Ranka para su manada, pero fracasa totalmente. Al final, acepta que Ranka tenga su manada compuesta de varias especies.
Iena Madaraba (斑刃 イエナ Madaraba Iena?)
 Seiyū: Minami Tsuda
Especie: Hiena
Género: Hembra.
Una hiena hembra que cree ser un macho. Iena es ruda, gusta de pelear, y dice no gustar de quienes se aprovechan de los débiles. Desde pequeñita, decía ser macho, y se ponía triste al ser llamada "hembra". El origen de esto, es que las hienas hembras tienen unos genitales muy parecidos a los de los machos y que ella nunca había visto el cuerpo de otra hembra. Su concepto de los géneros es anticuado y se burla de Jin por pertenecer al club de cocina o por ser defendido por Ranka. Al final, Jin le hace comprender que en realidad es una hembra, lo que llena de alegría a su padre y su hermano quienes siempre quisieron que tuviese un aspecto más femenino.
Anne Anetani (姉谷 アン Anetani An?)
 Seiyū: Sumire Uesaka
Especie: Neanderthal
Género: Hembra.
Una mujer neanderthal que come grandes cantidades de carne ya que su especie tiene el doble del apetito de los humanos modernos. Ella es una estudiante en la Academia Darwin. Debido a que no tiene rasgos animales obvios, los otros personajes la confunden con un humano. Anne es parte del Equipo EX que es rebelde contra los humanos. Jin confunde sus avances hacia él como romance y "la rechaza", para su desgracia. Anne significa interferir con la manada de Ranka. Después de darse cuenta de que los humanos heredan el 2% de los genomas de neandertales, Anne hace las paces con el club de cocina e iguala a Hitomi como su compañera.
Man Koorimoto (マンコリモト?)
 Seiyū: Tomoko Kaneda
Especie: Mamut lanudo
Género: Hembra.
Una hembra mamut lanudo. Ella es la jefa del equipo EX.

## Medios

### Manga

#### Publicados por Kōdansha
| N.º | Fecha de lanzamiento     | ISBN original      |
| --- | ------------------------ | ------------------ |
| 1   | 28 de julio de 2017      | ISBN 9784065092071 |
| 2   | 29 de septiembre de 2017 | ISBN 9784065092163 |
| 3   | 28 de diciembre de 2017  | ISBN 9784065092293 |
| 4   | 28 de febrero de 2018    | ISBN 9784065092507 |
| 5   | 29 de junio de 2018      | ISBN 9784065118719 |
| 6   | 30 de noviembre de 2018  | ISBN 9784065136751 |

#### Publicados por Shōgakukan
| N.º | Fecha de lanzamiento  | ISBN original |
| --- | --------------------- | ------------- |
| 1   | 30 de agosto de 2019  | –             |
| 2   | 30 de enero de 2020   | –             |
| 3   | 28 de febrero de 2020 | –             |
| 4   | 30 de marzo de 2020   | –             |
| 5   | 30 de junio de 2020   | –             |
| 6   | 28 de agosto de 2020  | –             |

### Anime
La adaptación al anime fue anunciada por Cygames el 4 de octubre de 2019. La serie es animada por Studio Gokumi y dirigida por Hiroshi Ikehata, con guion de Shigeru Murakoshi y Masakatsu Sasaki diseñando los personajes. Yōsuke Yamashita, Yusuke Katō y Tomoya Kawasaki están a cargo de la composición de la música. Fue estrenada el 7 de enero de 2020 en Tokyo MX, SUN, KBS, BS11 y Animax. El tema de apertura es Gakuen Soukan Zoo interpretado por Hina Kino, Haruki Ishiya, Yume Miyamoto, Misaki Kuno, Konomi Kohara y Sora Tokui, mientras que el tema de cierre es Ookami Blues de Hina Kino. Una OVA producida por el mismo estudio fue lanzado el 3 de julio de 2020. 

#### Lista de episodios
| Episodios | Episodios | Episodios             |
| Número    | Título | Fecha de estreno      |
| --------- | --- | --------------------- |
| 1         | «Ranka, la jefa lobo» «O okami oyabum bosu Ranka» (おおかみ親分ボス ランカ)                                  | 6 de enero de 2020    |
| 2         | «¿Por qué las mujeres comen xxx?» «Naze mesu-tachi wa ￮￮￮ o kuchi ni suru ka» (なぜ雌達は○○○を口にするか)    | 13 de enero de 2020   |
| 3         | «Los que se desnudan con los que quieren» «Aisuru mono-tachi to nugu mono» (愛するものたちと脱ぐもの)        | 20 de enero de 2020   |
| 4         | «El joven con estilo propio y el lobo gigante» «Jishō shōnen to dai ōkami» (自称少年と大狼)                  | 27 de enero de 2020   |
| 5         | «¿Quién fue valiente?» «Dare ka yūkan deatta ka?» (誰が勇敢であったか？)                                     | 3 de febrero de 2020  |
| 6         | «La leyenda de la chica panda» «On'na kuma neko no denki» (女熊猫の伝記)                                     | 10 de febrero de 2020 |
| 7         | «El hábitat salvaje de un animal perturbado» «Nayami Shi-kemono no Yasei-teki Shūkan» (悩みし獣の野性的習慣) | 17 de febrero de 2020 |
| 8         | «El bardo de la playa» «Umi no Gin'yū shijin» (海の吟遊詩人)                                                 | 24 de febrero de 2020 |
| 9         | «Leyendas de ecología animal» «Dōbutsu seitai-den» (動物生態伝)                                              | 2 de marzo de 2020    |
| 10        | «La noble salvaje» «Ichi nin no Onwana yabanjin» (一人の穏和な野蛮人)                                        | 9 de marzo de 2020    |
| 11        | «Especies extintas y el complot primitivo» «Zetsumetsushu to genshi teki bōryaku» (絶滅種と原始的謀略)       | 16 de marzo de 2020   |
| 12        | «Los estudiantes animales que conozco» «Ore no shiru gakusei dōbutsu» (オレの知る学生動物)                   | 23 de marzo de 2020   |